# Акапулко
Акапулко (на испански: Acapulco de Juarez) е пристанищен град на Тихия океан в мексиканския щат Гереро.
Намира се на 300 км югозападно от Мексико Сити. Акапулко е с население от 616 394 жители (2005 г.), което го прави най-големият град в щата. Има обща площ от 1882,6 км².
Заедно с Канкун, разположен на карибския бряг, е сред най-старите и най-известните морски курорти в страната, популярен сред мексиканските курорти, известен с нощния си живот. Акапулко е сред най-привлекателните и известни екзотични дестинации в света.

## История
Първото европейско селище на мястото на Акапулко е основано през 1531 г.
Чрез търговия с Филипините в средата на XVI век Акапулко става второто по важност пристанище в Нова Испания след Веракрус. През 1573 г. Акапулко има монопол върху търговията с Манила, като всеки сезон до 1815 година флота от галеони пътува между двете пристанища, изнасяйки мед и връщайки порцелан, желязо, коприна и подправки.
За защита от британски и холандски пирати е изграден Форт Сан Диего, което обаче не е попречило на холандци да ограбят града през 1615 г.

## Туризъм
Акапулко е сред най-старите и най-популярните морски курорти в Мексико. Той привлича милиони туристи с райски климат, бели пясъчни плажове, фантастичен нощен живот и страхотния Залив на Акапулко, отнасян към 4-те най-красиви заливи в света.
Като курорт Акапулко става известен през 1950-те години, ставайки популярна туристическа дестинация на холивудски звезди и американци. Той е център на нощния живот в Мексико.

## Климат
Климатът в Акапулко, дори и през цялата година със средна месечна температура (26 – 28 °C), на абсолютния минимум от 11 °С, макс +41 °C. сухия сезон – от ноември до май.

## Икономика
Туризмът е основна икономическа дейност на града. 73% от населението се занимава с търговия, свързана с туризма. В добивната и преработващата промишленост наемат по-малко от 20%, а само около 5% са заети в селското стопанство. Индустрия, фокусирано върху производството на млечни продукти, цимент и производство на енергия. В района на Акапулко растат домати, царевица, зърна, зелени пиперки чили, дини и пъпеши.

## Забележителности
- Старият град – намира се в центъра на Акапулко и е любимо място за туристи. Основни забележителности са крепостта Сан Диего, площад „Сокало“, катедралата, площад „Меркадо Сентрал“ (със занаятчийски стоки), булевард „Костера Мигел Алеман“ и плажът Тлакопаноча.
- Известни плажове – Плая Кондеса, Плая Икасос, Плая Ла Ангоста, Плая Орнос
- Национален парк Папагайо
- Археологически музей
- Форт Сан Диего
- Ла Кебрада (скокове във вода)
- Пласа Алварес (Зокало)
- Пуерто Маркес
- катедрала „Дева Мария на Соледад де Акапулко“

## Личности
- Джони Вайсмюлер – американски плувец, олимпийски шампион
- Хорхе Кампос – мексикански футболен вратар

## Побратимени градове
- Арекипа, Перу, от 1998 г.
- Бевърли Хилс, САЩ, от 7 юни 1988 г.
- Гоулд Коуст, Австралия
- Кан, Франция, от 1998 г.
- Квебек, Канада, от 1 март 1986 г.
- Манила, Филипини, от 12 октомври 1969 г.
- Неапол, Италия, от октомври 1986 г.
- Нетания, Израел, от 10 ноември 1980 г.
- Онжуку, Япония, от 21 август 1985 г.
- Ордисия, Испания, от 8 октомври 2008 г.
- Сендай, Япония, от 12 септември 1988 г.
- Циндао, Китай, от май 1985 г.